# New Minden
New Minden – wieś w Stanach Zjednoczonych, w stanie Illinois, w hrabstwie Washington.